# Tweede Kamerverkiezingen 2017/Kandidatenlijst/Partij voor de Dieren
Dit is de lijst van kandidaten van de Partij voor de Dieren voor de Nederlandse Tweede Kamerverkiezingen van 15 maart 2017, zoals deze op 3 februari 2017 werd vastgesteld door de Kiesraad.

## Achtergrond
Op 31 oktober 2016 maakte de PvdD de conceptkandidatenlijst bekend voor de Tweede Kamerverkiezingen van 15 maart 2017. Op het PvdD-partijcongres van 27 november 2016 werd de definitieve kandidatenlijst vastgesteld. De lijsttrekker werd fractievoorzitter Marianne Thieme.

## De lijst
- vet: verkozen
- cursief: voorkeursdrempel overschreden

1. Marianne Thieme – 261.658
2. Esther Ouwehand – 18.936
3. Lammert van Raan – 2.529
4. Frank Wassenberg – 2.773
5. Femke Merel Arissen – 6.131
6. Eva van Esch – 5.785
7. Christine Teunissen[2] – 4.458
8. Floriske van Leeuwen – 1.559
9. Niko Koffeman – 487
10. Ewald Engelen – 4.293
11. Johnas van Lammeren – 381
12. Eva Akerboom[2] – 2.586
13. Bram van Liere – 656
14. Stephanie van Voorthuizen – 1.261
15. Marco van der Wel – 340
16. Luuk van der Veer – 511
17. Carla van Vliegen – 675
18. Hiltje Keller – 287
19. Michelle van Doorn – 1.255
20. Pascale Plusquin – 994
21. Ruud van der Velden – 988
22. Ilse Smit – 687
23. Leonie Vestering – 591
24. Anjo Travaille – 204
25. Kirsten de Wrede – 2.276
26. Rinie van der Zanden – 382
27. Trees Janssens – 566
28. Ines Kostić – 1.377
29. Anja Hazekamp – 447
30. Frank Berendse – 218
31. Maarten Biesheuvel – 450
32. Jan-Peter Cruiming – 72
33. Bibi Dumon Tak – 381
34. Volkert Engelsman – 105
35. Johan de Haas – 400
36. A.F.Th. van der Heijden – 280
37. Malou Herstel – 243
38. Mensje van Keulen – 188
39. Eva Meijer – 273
40. Charlotte Mutsaers – 314
41. Peter Nicolaï – 88
42. Annemarie Postma – 534
43. Jan Rot – 274
44. Mirjam Rotenstreich – 133
45. Teske de Schepper – 607
46. Annemiek Schrijver – 272
47. Jan Siebelink – 165
48. Babette van Veen – 793
49. Georgina Verbaan – 2.848
50. Dinand Woesthoff – 1.503

VVD · PvdA · PVV · SP · CDA · D66 · ChristenUnie · GroenLinks · SGP · Partij voor de Dieren · 50PLUS · OndernemersPartij · VNL · DENK · Nieuwe Wegen · Forum voor Democratie · De Burger Beweging · Vrijzinnige Partij · GeenPeil · Piratenpartij · Artikel 1 · Niet Stemmers · Libertarische Partij · Lokaal in de Kamer · Jezus Leeft · StemNL · Mens en Spirit/Basisinkomen Partij/V-R · Vrije Democratische Partij
2003 · 2006 · 2010 · 2012 · 2017 · 2021 · 2023